# Charles M. Wilborn
Charles M. „Chuck“ Wilborn (geb. vor 1967) ist ein Tonmeister.

## Leben
Wilborn begann seine Karriere Ende der 1960er Jahre und hatte sein Spielfilmdebüt mit Burt Kennedys Western Mordbrenner von Arkansas, wo er ohne Namensnennung im Abspann als Tonassistent an der Tonangel arbeitete. Während sein Arbeitsschwerpunkt der Film war, arbeitete er auch gelegentlich für das Fernsehen. Hier arbeitete er unter anderem an der Sitcom The Bill Cosby Show und den Krimiserien Bronk und Der Ninja-Meister. 1991 war er für Tage des Donners gemeinsam mit Donald O. Mitchell, Rick Kline und Kevin O’Connell für den Oscar in der Kategorie Bester Ton nominiert, der Preis ging in diesem Jahr jedoch an Kevin Costners Western Der mit dem Wolf tanzt.
Wilborn zog sich 2002 aus dem Filmgeschäft zurück und wurde im darauf folgenden Jahr mit dem Career Achievement Award der Cinema Audio Society für sein Lebenswerk ausgezeichnet.

## Filmografie (Auswahl)
- 1967: Mordbrenner von Arkansas (Welcome to Hard Times)
- 1972: Getaway
- 1973: … Jahr 2022 … die überleben wollen (Soylent Green)
- 1973: Pat Garrett jagt Billy the Kid (Pat Garrett & Billy the Kid)
- 1974: Der Pate – Teil II (The Godfather Part II)
- 1979: Rocky II
- 1982: Rocky III – Das Auge des Tigers (Rocky III)
- 1984: Beverly Hills Cop – Ich lös’ den Fall auf jeden Fall (Beverly Hills Cop)
- 1985: Rocky IV – Der Kampf des Jahrhunderts (Rocky IV)
- 1987: Over the Top
- 1989: Der Club der toten Dichter (Dead Poets Society)
- 1990: Tage des Donners (Days of Thunder)
- 1995: Casino
- 1998: Der Pferdeflüsterer (The Horse Whisperer)
- 2000: Aufgelegt! (Hanging Up)
- 2002: Stuart Little 2

## Nominierungen (Auswahl)
- 1991: Oscar-Nominierung in der Kategorie Bester Ton für Tage des Donners